# Instituto Geográfico y Estadístico
El Instituto Geográfico y Estadístico fue una Dirección General del Ministerio de Fomento en determinado periodo de la historia de España.

## Historia
Por Real Decreto de 12 de septiembre de 1870 se crea el Instituto Geográfico en la Dirección General de Estadística del Ministerio de Fomento, integrándose en el concepto de estadística todas las tareas de recogida de información numérica.
En un proceso evolutivo, es suprimida la Dirección General de Estadística en 1873, durante la Primera República, y se crea la Dirección General del Instituto Geográfico y Estadístico, dependiente del Ministerio de Fomento.
Progresivamente se van asumiendo competencias, como el Servicio de Pesas y Medidas en 1878, encomendado hasta la fecha a la de Obras Públicas, Comercio y Minas, o el Observatorio Astronómico y Meteorológico de Madrid en 1904.
Este proceso lleva a que en 1925 cambie su denominación por el de Dirección General del Instituto Geográfico y Catastral, incorporando el catastro de rústica procedente del Ministerio de Hacienda, lo que da lugar al Instituto Geográfico, Catastral y Estadístico.
En 1935, el entonces denominado Instituto Geográfico, Catastral y Estadístico, deja de ser una Dirección General y queda reducido a un centro nacional de carácter científico y cultural, dependiente del Ministerio de Instrucción Pública y Bellas Artes, reconociéndose el carácter docente al año siguiente.
En el periodo de la Guerra Civil se arbitran diversas soluciones, en un bando y en otro, como el Servicio Sindical de Estadística, en coordinación con los Servicios de Estadística del Estado, dentro de la llamada zona nacional, hasta que en 1939 la Ley de 8 de agosto crea la Dirección General del Instituto Geográfico y Catastral dentro de la Presidencia del Gobierno y posteriormente, a raíz de la Ley del 31 de diciembre de 1945, publicada en el BOE del 3 de enero de 1946, se crea el Instituto Nacional de Estadística.